# بيدرو ألونسو نينيو
بيدرو ألونسو نينيو هو بحّار ومكتشف، وُلِد في موغير بإسبانيا. هو الثاني من أبناء عائلة نينيو الذين شاركوا في اكتشاف أمريكا، وهو القبطان الأعلى لسفينة سانتا ماريا (سفينة) في رحلة الاكتشاف الأولى. أيضاً شارك كريستوفر كولومبوس والآخرين من أبناء عائلتهِ في رحلة الاكتشاف الثانية. اكتشف بيدرو ألونسو أيضاً في رحلته إلى جولف دي ياريت جزيرة مارغريتا، وقصر أرسل في جزر الأنتيل الصغرى.

## سيرته الذاتية
وُلِد بيدرو ألونسو نينيو (بيرالونسو نينيو) الابن الثاني لألفون بيرس نينيو في موغير عام 1468. شكلت عائلة نينيو سلسلة من السفن البحرية المتطورة للرحلات عبر المحيط الاطلسي والبحر المتوسط. وقد ترعرع ألونسو في كنف عائلته البحرية ككونهِ بحاراً حتى اكتساب خبرته الواسعة. لُقِب بالأسمر لعلاقتهِ بتجارةِ العبيد الأفريقيين.

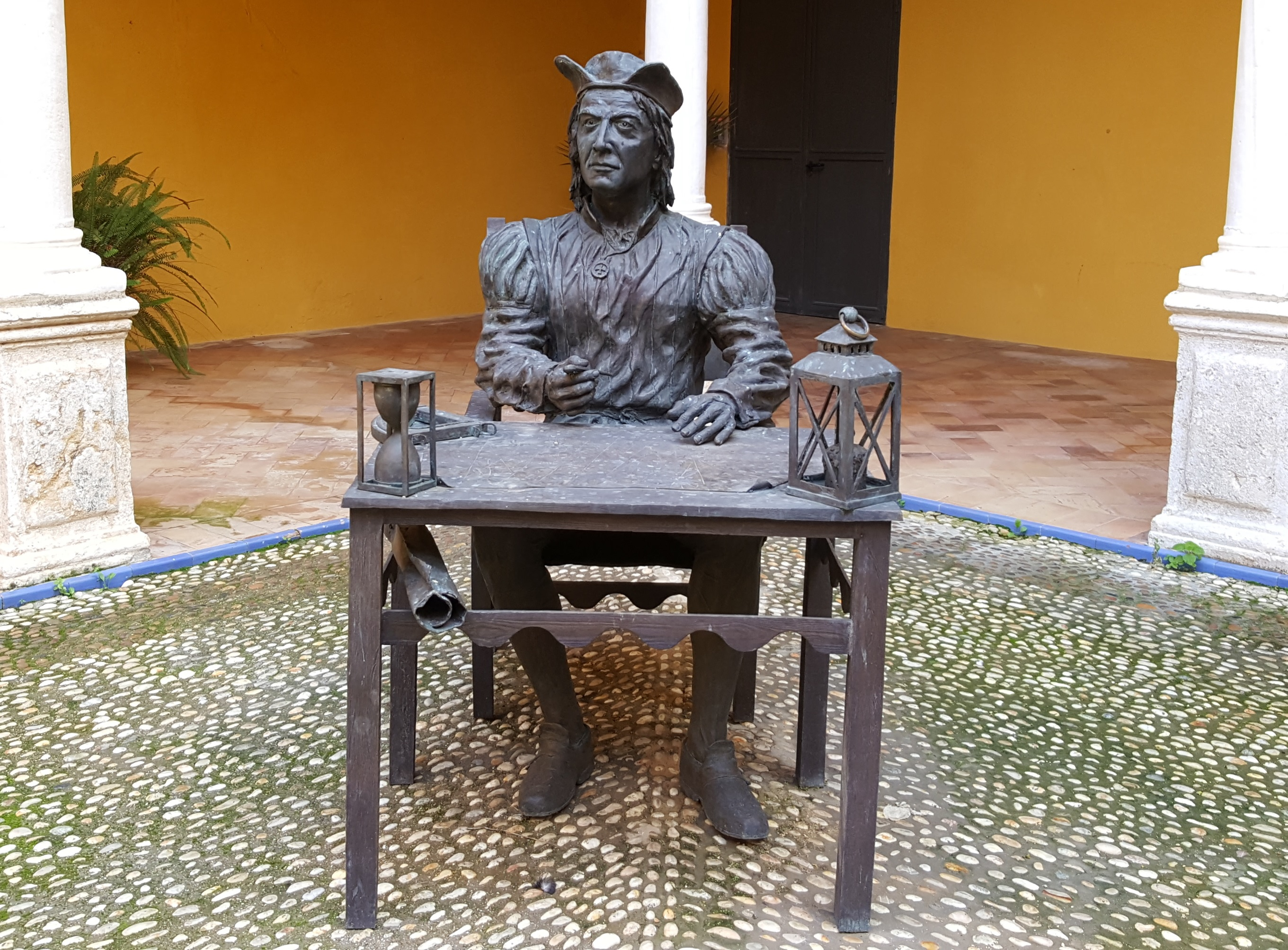
تمثال لبيدرو ألونسو نينيو بدير سان فرانسيسكو بموغير

تزوج ألونسو مرتين، أحداهما من خوانا مونياس، التي أنجب منها خوان نينيو، وإيزابيل كينتارو، وليونور فيرنانديز، المرة الثانية من ليونور دي لوريال والتي أنجب منها أيضاً فرانسيسكو نينيو.
كانت له مساهمات هامة في الاستعدادات وتطور رحلة الأكتشاف الأولى. كما أصبحت عائلة نينيو مدافعين أشداء عن رحلة كولومبوس، وواضعوا جميع مهامهم لإتمام مسيرة كولومبوس. وكما أعجبوا بالملاحة الموغيرية، وباقي البحارة الذين أبحروا معهم لتطوعهم للمشاركة في رحلة الأكتشاف الأولى لكولومبوس. يوليو 1492 بميناء موغير وإلى جانب الأخوة نينيو قام البحارة باستعدادات لسفينة«لا نينيا» التابعة لعائلة نينيو.
في 3أغسطس 1492 بميناء بالوسائل برز في رحلة اكتشاف كولومبوس الأولى دور بيدرو ألونسو حيث كان القبطان الأعلى لحملة الأكتشاف بسفينة سانتا ماريا.
كما أنه لعب دوراً هاماً عندما اكتشفت البحّارة أن لايزال لم يتم العثور على أرضٍ جديدةٍ، فقام ألونسو بدعم كولومبوس في استمرار رحلته.
وفي 2أكتوبر 1492 أتموا رحلتهم باكتشافهم عالم جديد. وبعد ارتطام سفينة سانتا ماريا بالشط في 25ديسمبر 1492، أصبحت سفينة لانينيا هي سفينة الإبحار الأساسية والتي عادا علي متنها كلا من كريستوفر كولومبوس وبيدرو ألونسو كقبطان أعلى للسفينة.
في عام 1493م شارك أيضاً في رحلة أكتشاف كولومبوس الثانية كقبطان أعلى لسفينة لانينيا. كما أنهم عادوا سريعاً إلى شبه الجزيرة، إذ إنه تواجد بقادش في يوم 7مارس عام1494م حيث حصل على 7آلاف مرابطي (عملة إسبانية قديمة) خلال هذه الرحلة. وما بين 4-9 أبريل عام 1494م تواجد بالبلاط الملكي لمدينا ديل كامبو، وفي يوليو تواجد بإشبيلية والتي رحل منها إلى بلاد الهند في شهر أكتوبر. وفي أبريل عام 1495م عاد مرة أخرى إلى إشبيلية. وما بين يومي 16-17 من يوينو 1496م أقلعت من جديد سفينة سانتا ماريا دي جيا مِلك السيد جارسيا ألبارس دي موغير إلى جانب كل من السفن «لاسارو»، و«كتالينا». ثم عادوا إلى قادش في 2 ديسمبر 1496م بعد إقامة قصيرة ببلاد الهند، وعاد كقبطان أعلى للأسطول.